# Leonardo Sandri
Leonardo Sandri (18 de novembre de 1943) és un cardenal argentí de l'Església Catòlica. És l'actual Prefecte de la Congregació per a les Esglésies Orientals a la Cúria Pontifícia, havent servit anteriorment com a Nunci apostòlic a Veneçuela (1997-2000), Mèxic (2000) i com a Substitut per a Afers Generals (2000-2007). El 2005 li tocà anunciar a ell la mort de Joan Pau II. Va ser elevat al cardenalat el 2007. La premsa nomenava al cardenal Sandri com un papable després de la dimissió del Papa Benet XVI, efectiva el 28 de febrer de 2013, però l'elegit al conclave va ser el seu compatriota argentí, el cardenal Jorge Bergoglio.

## Biografia
Sandri va néixer a Buenos Aires, fill d'Antonio Enrico Sandri i Nella Righi, que havien emigrat a l'Argentina des d'Ala, un poble de la província de Trento (Itàlia). Estudià humanitats, filosofia i teologia al Seminari Metropolità de Buenos Aires, assolint una Llicenciatura en Teologia per la Universitat Catòlica Pontifícia de l'Argentina. El 2 de desembre de 1967 va ser ordenat prevere per l'arquebisbe Juan Carlos Aramburu.
Serví com a vicari a la parròquia de Nostra Senyora del Carme de Villa Urquiza i com a secretari de l'arquebisbe Aramburu fins al 1970, quan va ser enviat a Roma per ampliar estudis. Estudià a la Universitat Pontifícia Gregoriana, on obtingué el Doctorat en Dret Canònic. El 1971 ingressà a l'Acadèmia Pontifícia Eclesiàstica, on es preparen els diplomàtics papals.

### Tasca diplomàtica
El 1974 Sandri esdevingué funcionari de la Nunciatura Apostòlica a Madagascar i a Maurici, que també servia com a Delegació Apostòlica a les illes Comores i a Reunió, a l'oceà Índic.
A continuació serví a la Secretaria d'Estat, com a secretari del Substitut per a Afers Generals entre 1977 i 1989; i a la Nunciatura Apostòlica als Estats Units com a observador permanent de la Santa Seu davant l'Organització d'Estats Americans entre 1989 i 1991.
Esdevingué regent de la Prefectura de la Casa Pontifícia el 22 d'agost de 1991, i assessor de la Secció d'Afers Generals de la Secretaria d'Estat el 2 d'abril de 1992. El 22 de juliol de 1997 Sandri va ser nomenat Nunci Apostòlic a Venezuela i Arquebisbe Titular d'Aemona pel papa Joan Pau II.
Va rebre la consagració episcopal l'11 d'octubre de 1997 del cardenal Angelo Sodano, amb el cardenal Juan Carlos Aramburu i l'arquebisbe Giovanni Battista Re servint com a co-consagradors a la Basílica de Sant Pere. Després de dos anys a Venezuela, serví breument com a Nunci Apostòlic a Mèxic entre l'1 de març i el 16 de setembre del 2000, quan va ser nomenat Substitut d'Afers Generals.

### Secretaria d'Estat
Com a Substitut, Sandri ostentava la tercera posició més important de la Santa Seu, només després del Cardenal Secretari d'Estat i del mateix Papa), servint essencialment com a cap d'estat major de la Secretaria d'Estat.
Durant l'època en què la salut de Joan Pau II entrà en declivi, Sandri llegia els texts que el Papa no podia lliurar personalment; fins que el vespre del 2 d'abril del 2005 anuncià públicament la mort del Pontífex des de la plaça de Sant Pere dient: «El nostre Sant Pare Joan Pau ha tornat a la casa del Pare... Aquest vespre tots ens sentim com orfes.»
A l'abril del 2005 l'arquebisbe Sandri va rebre la Gran Creu de Cavaller de l'orde al Mèrit de la República Italiana.

### Congregació per a les Esglésies Orientals
El 9 de juny de 2007, Sandri va ser nomenat Prefecte de la Congregació per a les Esglésies Orientals pel Papa Benet XVI. Succeint a Ignatius I Daoud, encapçala la congregació que tracta les qüestions amb les Esglésies Catòliques Orientals i és ex officio Gran Canceller de l'Institut Pontifici Oriental.
Sandri, que visità Terra Santa al febrer de 2008, lamentà l'emigració dels cristians de la regió, dient que «aquesta manca de pau fa que els cristians emigrin i deixin enrere les seves terres. Així que ens quedem amb una presència purament geològica, física de Jesús, i no amb la presència dels que van créixer amb Ell i van viure la seva fe, i que continuem seguint-lo avui com a deixebles de la seva mateixa pàtria.» Alguns han atribuït el retard en el procés de canonització de Joan Pau II en els dubtes aparents de Sandri a testificar en el procés.

### Cardenal
Benet XVI el creà Cardenal-Diaca de Santi Biagio e Carlo ai Catinari al consistori papal del 24 de novembre de 2007, sent ell qui pronuncià el missatge d'agraïment al Papa en nom dels nous cardenals.
A més de la seva tasca com a Cardenal Prefecte, el cardenal Sandri és membre de les congregacions de la Doctrina de la Fe i per a l'Evangelització dels pobles, dels Consells Pontificis per a la Promoció de la Unitat dels Cristians, per al  Diàleg Interreligiós, pels Textos Legislatius, a la Comissió Pontifícia per a l'Amèrica Llatina i de l'Estat de la Ciutat del Vaticà. El 2 de març del 2010 va ser nomenat membre de la Congregació per als Bisbes, i per assistit al nomenament dels bisbes de ritu llatí en diòcesis no missioneres. El 31 de maig del 2011 va ser nomenat membre de la Signatura Apostòlica. És elegible per participar en un conclave papal fins que compleixi els 80 anys, el 18 de novembre de 2023.
El cardenal Sandri, en el seu paper com a Prefecte de la Congregació de les Esglésies Orientals, va ser nomenat per Benet XVI per ser un dels dos copresidents del Sínode de Bisbes especial per a l'Orient Mitjà que se celebrà al Vaticà a l'octubre del 2010. El 12 de juny del 2012 el cardenal Sandri va ser nomenat membre per la Congregació per a l'Educació Catòlica.

## Opinions

### Relacions entre jueus i cristians
El cardenal Sandri va acompanyar el Papa Benet XVI en la seva visita al memorial de Yad Vashem i comentà que el seu discurs era una font de joia tant per a cristians com a jueus.

### Cristians iraquians
Sandri ha afirmat que, tot i que el règim de Saddam Hussein era dictatorial, és innegable que tant clergues com fidels iraquians se sentien molt més segurs sota el seu règim i que la seva vida litúrgica transcorria sense problemes.

### Incultura religiosa
El cardenal Sandri ha lloat la tasca de L'Osservatore Romano i de la Vatican Publishing House en la seva tasca en combatre la incultura religiosa, bíblica i eclesiàstica.

### Honors
Gran Creu de Cavaller de l'orde de Bernardo O'Higgins (Xile) - 1993
 Gran Oficial de l'orde Nacional al Mèrit (Paraguai) – 1993
 Gran Cordó de l'orde de l'Alliberador (Venezuela) - 2000
 Gran Creu de Cavaller de l'orde d'Isabel la Catòlica (Espanya) - 2001
 Cavaller de l'orde nacional del Cedre (Líban) - 2001
 Gran Creu de l'orde de Sant Maurici i Sant Llàtzer - 2002
 Gran Creu de l'orde Nacional al Mèrit (Colòmbia) – 2002
 Gran Creu de l'orde del Quetzal (Guatemala) - 2002
 Cavaller de Segona Classe de l'orde de la Doble Creu Blanca (Eslovàquia) – 2002
 Comandant de la Legió d'Honor (França) – 2003
 Gran Creu de l'orde Nacional de la Creu del Sud (Brasil) - 2003
 Cavaller de l'orde dels Cavallers de Madara (Bulgària) – 2003
 Cavaller de l'orde de l'Alliberador dels Esclaus José Simeón Cañas (El Salvador) – 2004
 Cavaller de l'orde al Mèrit (Ucraïna) - 2004
 Creu de Comendador amb Estrella de l'orde al Mèrit de la República d'Hongria - 2005
 Gran Creu de l'orde al Mèrit de la República Italiana – 2005
 Gran Creu de Cavaller de l'orde de la Corona de Roure (Luxemburg) – 2005
 Gran Creu de l'orde del Sant Sepulcre de Jerusalem - 2007
 Gran Creu de l'orde al Mèrit de la República Federal d'Alemanya - 2008
 Bail Gran Creu Honor i Devoció de l'orde de Malta - 2010
 Capellà amb Gran Creu Conventual ad honorem de l'orde de Malta - 2002
 Comendador de l'orde al Mèrit de la República de Polònia - 2010
 Gran Creu de l'orde de l'Estrella de Romania – 2012
 Gran Oficial de l'orde de l'Estrella de Romania – 2004

## Galería fotografica

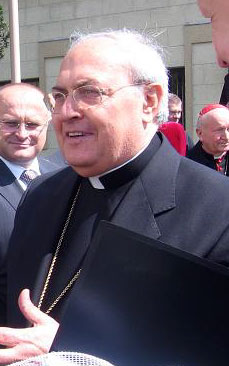
El cardenal Leonardo Sandri